# Вилхелм фон Гюмбел
Барон Карл Вилхелм фон Гюмбел (на немски: Karl Wilhelm von Gümbel) е германски геолог, изследовател, извършил мащабни геоложки изследвания в Бавария.

## Биография
Роден е на 11 февруари 1823 година в Данефелс, регион Пфалц, Германия. Завършва минно дело в университетите в Мюнхен и Хайделберг, а през 1862 защитава докторска дисертация. През 1851 г. е назначен за главен геолог в Института по геология на Бавария и на този си пост развива активна геоложка изследователска дейност в тогавашното Кралство Бавария.
През 1863 г. е назначен за почетен професор по геогностика и геодезия в Мюнхенския университет, а през 1879 става директор на Баварската служба за минно дело.
Умира на 18 юни 1898 година в Мюнхен на 75-годишна възраст.

## Изследователска и научна дейност
От 1856 до 1868 г. изследва Баварските Алпи и планината Баварския Лес. На базата на своите изследвания през 1858 издава първата геоложка карта на Бавария, придружена малко по-късно с обяснителни бележки издадени под името „Geognoslische Beschreibung des Konigreichs Bayern“, които излизат в три части през 1861, 1868 и 1879 г.
През 70-те години на ХІХ век изследва възвишението Фихтел, от което извират реките Майн (десен приток на Рейн), Заале и Огрже (леви притоци на Елба) и Наб (ляв приток на Дунав), а също и възвишението Франконски Лес (11º 30` и.д.). През 80-те години на ХІХ век изследва възвишението Франконски Алб.
През 1884 – 1894 излиза от печат двутомният му труд „Geologie von Bayern“ (в превод „Геология на Бавария“), връх на дългогодишната му геоложка дейност.